# Râul Crapcea
Râul Crapcea este un curs de apă, afluent al râului Taița. 